# Braseado

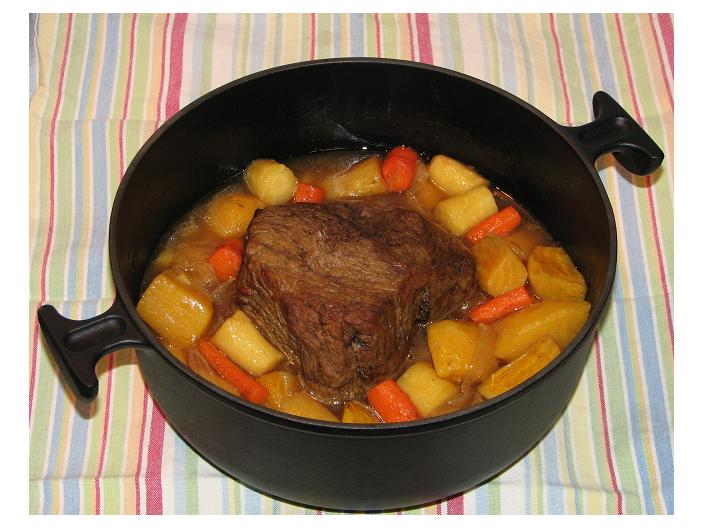
Esta olla brasera muestra cómo la carne ha sido antes marcada.

El braseado o breseado (del francés braiser, a su vez derivado de braise, brasa) es una técnica culinaria en dos pasos que consiste primero en cocinar con calor seco, y posteriormente con calor húmedo en un recipiente cerrado, generalmente en una olla cubierta con algún líquido (agua, caldo, leche, etcétera). La olla en la que se realiza esta operación se denomina brasera.
Es similar al estofado, aunque entre ambos procedimientos existen diferencias. Por regla general la operación de braseado es lenta. Conlleva largos periodos de tiempo, lo que proporciona al alimento cocinado un sabor característico. Por lo común es una técnica realizada con carnes y pescados.

## Características
Generalmente consta de dos pasos:
- Se rehoga la carne en un aceite o en grasa hasta dorarla ligeramente. A esta fase, de dorado, se la denomina «sellado».
- Se guisa como un estofado añadiendo muy poco líquido (agua, vino o caldo) y los condimentos especiales. La fase de guisado se realiza a fuego suave en una olla cerrada. A esta segunda etapa de cocinado, en un medio húmedo que proporciona vapor o humedad caliente, se la conoce como «expansión».

Esta doble operación constituye el «braseado». Este procedimiento culinario involucra diversas diferencias con respecto al estofado.
Como definición adicional se podría decir que el braseado o breseado es cocinar un alimento generalmente duro al que se agregan hortalizas y algún elemento líquido.